# Nototriton abscondens
Nototriton abscondens är en groddjursart som först beskrevs av Taylor 1948.  Nototriton abscondens ingår i släktet Nototriton och familjen lunglösa salamandrar. IUCN kategoriserar arten globalt som livskraftig. Inga underarter finns listade i Catalogue of Life.